# Limnoria tuberculata
Limnoria tuberculata är en kräftdjursart som beskrevs av Sowinsky 1884. Limnoria tuberculata ingår i släktet Limnoria och familjen borrgråsuggor. Inga underarter finns listade i Catalogue of Life.